# Buyant, Khovd
Buyant (tiếng Mông Cổ: Буянт) là một sum của tỉnh Khovd ở miền tây Mông Cổ. Vào năm 2007, dân số của sum là 3.533 người.

## Địa lý
Sum có diện tích khoảng 3.759 km2. Trung tâm sum nằm cách tỉnh lỵ Khovd 19 km và thủ đô Ulaanbaatar 1.430 km.

### Khí hậu
Buyant có khí hậu hoang mạc. Nhiệt độ trung bình hàng năm trong khu vực là 5 °C. Tháng ấm nhất là tháng 7, khi nhiệt độ trung bình là 28 °C và lạnh nhất là tháng 1, với −24 °C. Lượng mưa trung bình hàng năm là 207 mm. Tháng ẩm ướt nhất là tháng 6, với lượng mưa trung bình là 45 mm, và khô nhất là tháng 12, với 2 mm.

## Kinh tế
Sum có một trường học, bệnh viện, trung tâm thương mại, nhà văn hóa và cửa hàng sửa xe.